# Каміяма (Токусіма)

Камія́ма (яп. 神山町, かみやまちょう, МФА: [kamʲijama t͡ɕoː]?) — містечко в Японії, в повіті Мьодзай префектури Токусіма.  Отримало статус містечка 1955 року. Площа становить 173,31 км². Станом на 1 серпня 2012 року населення складало 5774  осіб, густота населення — 33,3 осіб/км².   